# Estação Novo Eldorado
Novo Eldorado é uma futura estação terminal da Linha 1 do Metrô de Belo Horizonte, localizado no município de Contagem. Atualmente encontra-se em obras e sua conclusão está prevista para o ano de 2026. 
As obras da Estação Novo Eldorado, da Linha 1 do metrô de Belo Horizonte, foram iniciadas em 2024 com a demolição do antigo pátio de manutenção Eldorado. A nova estação está sendo construída no município de Contagem e adicionará 1,6 km de via permanente à linha existente. A previsão inicial de inauguração era para março de 2026, mas a concessionária Metrô BH anunciou a possibilidade de antecipar a operação para o final de 2025, visando ampliar a capacidade de transporte e atender à crescente demanda na região. Com investimento estimado em R$ 179 milhões, a Estação Novo Eldorado deverá aumentar em 35 mil o número de passageiros diários na Linha 1.